# Закір Гуссейн (хокеїст на траві)
Закір Гуссейн (1 січня 1934 — 19 серпня 2019) — пакистанський хокеїст на траві.
Олімпійський чемпіон 1968 року, срібний призер 1956 року.
Переможець Азійських ігор 1958, 1962 років.